# Mimetillus moloneyi
Mimetillus moloneyi — вид рукокрилих, родини Лиликові.

## Поширення, поведінка
Країни поширення: Ангола, Камерун, Центральноафриканська республіка, Конго, Демократична Республіка Конго, Кот-д'Івуар, Екваторіальна Гвінея, Ефіопія, Габон, Гана, Гвінея, Кенія, Ліберія, Мозамбік, Нігерія, Сьєрра-Леоне, Судан, Танзанія, Того, Уганда, Замбія. Він знаходиться на висоті до 2300 м над рівнем моря. Проживають в савано-лісовій мозаїці. Цей вид може, однак, може зустрічатись в тропічних вологих лісах, близько до саван. Малі колонії від дев'яти до дванадцяти осіб були знайдені, коли спочивали в тріщинах під корою мертвих дерев і в будинках.

## Морфологія
Морфометрія. Голова і тіло довжиною 48—58 мм, хвіст довжиною 26—38 мм, передпліччя довжиною 27—31 мм, розкрив крил 175 мм, вага 6—11.5 гр. 
Опис. Хутро коротке, скоріше убоге. Забарвлення від темно-коричневого до чорного. 

## Загрози та охорона
Здається, немає серйозних загроз для даного виду. Поки не відомо, чи вид присутній в будь-якій з охоронних територій.